# プラスドライバー
プラスドライバーは、かつてプロデューサーハウスあ・うんで活動していたお笑いトリオ。1996年4月結成、2002年5月10日活動休止。

## メンバー
- 角田 晃広（かくた あきひろ、1973年12月13日 - ）大ボケ担当（本人曰く、スーパーリーダー）

東京都出身、A型。
解散後、お笑いコンビ「アルファルファ」に加入する形でお笑いトリオ「東京03」を結成。
- 大田 賢二（おおた けんじ、1973年9月4日 - ）小ボケ担当

三重県出身、O型。
解散後、ナレーターとして活動。他にもインターネット上でアフィリエイト、情報商材の販売を中心としたネットビジネスを展開。2008年8月に、ネットビジネスの活動をまとめた書籍を出版。
- 和知 晃（わち のぼる、1970年6月26日 - ）ツッコミ担当、リーダー

東京都出身、A型。
解散後、芸能界を引退。会社員となった。

## 来歴
- 1996年4月、高校・大学時代の同級生である角田晃広と大田賢二にバイト仲間の和知晃を加え、トリオ「プラスドライバー」を結成[1]。
- 2002年5月10日、活動休止を発表。その後、和知は芸能界を引退、大田はナレーターへ転向、角田はトリオ「東京03」を結成した為、事実上の解散状態である。

## 芸風
- 主にコントを演じていた。持ちネタは「メガネ番長」「卒業証書授与」「授業参観」「進路相談」「天使と悪魔」など。角田のボケに大田がボケを重ね、和知がツッコむがふたりとも無視してボケ続けるという形式のネタが多い。学園もののコントなどでは、一つのコントに別のコントで出てくるキャラクターや、ギャグも出てくることがある（例:「卒業証書授与」に「メガネ番長」など）。また、角田はコントの中でジャージを着る事が多く、体育教師を演じる事が多かった。
- 後に「ウレロ☆シリーズ」などで角田と共演する機会が多くなるバカリズムは、当時のプラスドライバーのネタを一貫して「ダサかった」と評している[2][3]。

## 出演番組
- ボキャブラ天国（フジテレビ）※キャッチコピーは「鋼鉄十字軍」
- ブレイクもの!（フジテレビ）
- 爆笑オンエアバトル （NHK総合）戦績14勝2敗 最高505KB
  - 14回のオンエアのうち7回が300KB台でのオンエアである（1999年度から2000年度までは、オンエア9回の内7回が300KB台であった）。2000年半ばまでは最高オンエアKBは397KBで最低オンエアKBは323KB。最高順位は4位であり、KBが思うように伸びなかったが、2000年10月15日放送回では493KBを記録し、初の400オーバーを達成すると同時に初のトップも記録した（この回で大田は嬉しさの余り涙を流していた）[4]。2000年度は年間で唯一6勝を達成。年間で6勝を達成したのは彼らが最後である。2001年度以降は2戦連続でオーバー500を記録するなど、高得点を連発していた。2001年6月30日放送回で9連勝を達成。オフエア経験者で9連勝を記録するのは彼らが初である。解散までは最高で12連勝を記録した。
  - チャンピオン大会は第3回で初出場。トリオでチャンピオン大会に出場したのは彼らが初となる。翌年の第4回チャンピオン大会セミファイナルでは678KBを記録して5位通過（ファイナル進出）を果たしたが、これは（審査員が200人制となった第4回チャンピオン大会以降で）番組史上最低KBでのファイナル進出となっている。また、セミファイナルで600KB台を記録してファイナルに進出したのもプラスドライバーが唯一である[5]。ちなみにプラスドライバーは番組内において初めてファイナル進出したトリオとなっている[6]。
  - ゴールドバトラーの条件は得ているが、解散のため認定されていない（角田が「アルファルファ」加入後の「東京03」では認定されている）。
    - 第3回チャンピオン大会 セミファイナル7位敗退
    - 第4回チャンピオン大会 ファイナル11位

  - 角田はプラスドライバー、東京03時代を合わせると1999年度から2008年度まで10年連続で出場している。

## エピソード
- 東京03の「本戦出場」というネタは、オンエアバトルで1位オンエアとなったことに感極まり涙した大田に、角田が密かに抱いていたという感情を元に作られた。
- 2018年7月8日、飯塚悟志が自身のTwitterにて、プラスドライバーのメンバー全員による3ショットを投稿[7]。約16年ぶりにメンバー全員が姿を揃えた。
- オンエアバトルでの結果に伴いテレビや営業の仕事は増えていたが、トリオ時代の最高年収は一人50万だったことを後に大田が語っている[8]。